# Pickles Kennedy
William F. Kennedy, detto Pickles (Filadelfia, 17 maggio 1938 – West Palm Beach, 31 agosto 2006), è stato un cestista e giocatore di baseball statunitense, professionista nella NBA.

## Carriera

### Pallacanestro
Selezionato come 15ª scelta assoluta al Draft NBA 1960 dai Philadelphia Warriors, giocò 7 partite in NBA mettendo a referto 12 punti.

### Baseball
Oltre che nel basket, Kennedy fu All-American anche nel baseball. Con Temple University mise a segno 1.468 totali; venne selezionato dai Pittsburgh Pirates, giocando poi nel fam team della squadra per dieci stagioni.

## Palmarès
- NCAA AP All-America Third Team (1960)